# Sitzendorf an der Schmida
Sitzendorf an der Schmida là một thị trấn ở huyện Hollabrunn trong bang Niederösterreich, ở nước Áo. Đô thị này có diện tích 61,83 km², dân số năm 2001 là 2208 người.